# Kęstutis Žemaitis
Kęstutis Žemaitis (* 10. September 1960 in der Litauischen SSR) ist ein litauischer Theologe und katholischer Priester, Professor der Vytautas-Magnus-Universität. 

## Leben
Kęstutis Žemaitis absolvierte das Studium der Theologie und promovierte. Am 28. Mai 1989 empfing er die Priesterweihe. Er lehrt an der Theologischen Fakultät an der VDU in Kaunas und am Kollegium Marijampolė, wo er Leiter des Lehrstuhls für Geisteswissenschaften an der Fakultät für Edukologie und Sozialarbeit ist.
Er ist Rektor der Kapelle Mokolai (Marijampolė), Bistum Vilkaviškis. 2001 war er Gründungsratsmitglied von Kollegium Marijampolė und ist er Kollegiumskappelan.
Zu seinen wissenschaftlichen Interessen gehören Beziehungen der litauischen Katholischen Kirche und Staats im XIX-XX Jh.

## Belege
1. ↑  Archivierte Kopie (Memento des Originals vom 20. Januar 2012 im Internet Archive)  Info: Der Archivlink wurde automatisch eingesetzt und noch nicht geprüft. Bitte prüfe Original- und Archivlink gemäß Anleitung und entferne dann diesen Hinweis.
2. ↑  Wiss. Interessen (PDF-Datei; 86 kB)

| Personendaten    | Personendaten                                                   |
| ---------------- | --------------------------------------------------------------- |
| NAME             | Žemaitis, Kęstutis                                              |
| KURZBESCHREIBUNG | litauischer Theologe, katholischer Priester und Hochschullehrer |
| GEBURTSDATUM     | 10. September 1960                                              |
| GEBURTSORT       | Litauische SSR                                                  |